# Saint-Lon-les-Mines
Saint-Lon-les-Mines é uma comuna francesa na região administrativa da Nova Aquitânia, no departamento Landes. Estende-se por uma área de 21,93 km². Em 2010 a comuna tinha 1 262 habitantes (densidade: 57,5 hab./km²).